# Тартус (мухафаза)
Тартус е провинция (мухафаза) в Северозападна Сирия с площ 1890 км2 и население 750 000 души (2007).
Административен център е град Тартус.
1. ↑  www.cbssyr.sy